# Schizachyrium platyphyllum
Schizachyrium platyphyllum är en gräsart som först beskrevs av Adrien René Franchet, och fick sitt nu gällande namn av Otto Stapf. Schizachyrium platyphyllum ingår i släktet Schizachyrium och familjen gräs. Inga underarter finns listade i Catalogue of Life.